# Nederlands Hervormde Kerk (Pernis)

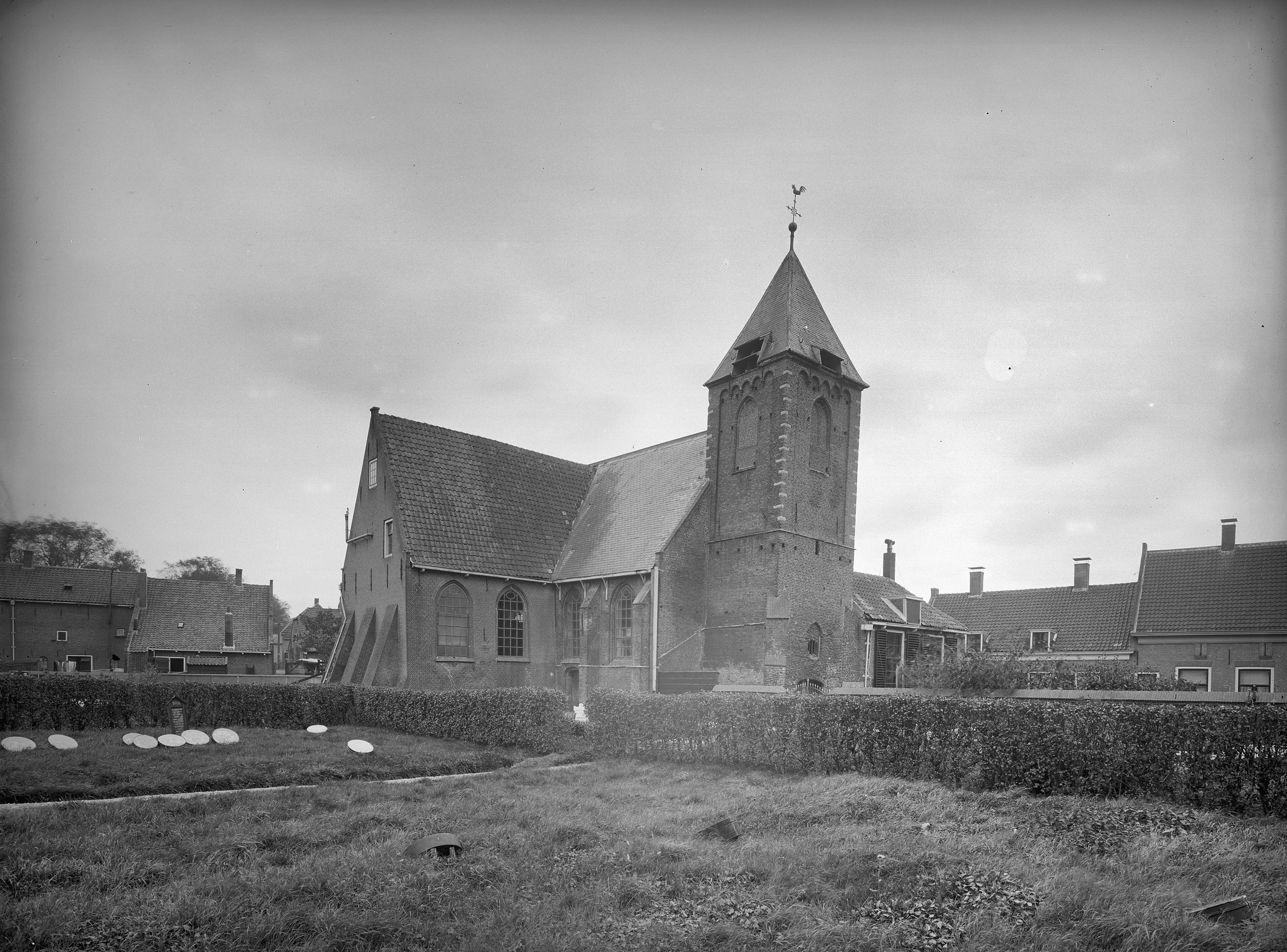
De kerk in 1922. De toren is behouden gebleven, de rest van het kerkgebouw is vernieuwd.

De Nederlands Hervormde Kerk is een kerk in Pernis. Het huidige kerkgebouw is uit 1926 en is in de plaats gekomen van een gebouw uit oorspronkelijk de dertiende eeuw. De kerktoren stamt uit de 14e eeuw en is bij de verbouwing behouden gebleven. Deze is aangewezen als rijksmonument.

## Toren
De toren is een bakstenen bouwwerk met natuurstenen hoekblokken en spaarvelden met boogfriezen. De klokkenstoel met klok komt uit 1672 en is gemaakt door P. Oostens, 1672, de klok heeft een diameter van 68 cm.